# Hacienda Santa Fe
Hacienda Santa Fe é uma cidade do México, do estado de Jalisco. 
População 113 300 hab. (2014)